# Francesca Barale
Francesca Barale, née le 29 avril 2003 à Domodossola, est une coureuse cycliste italienne.

## Biographie
Francesca Barale est née dans une famille de cyclistes puisque son père Florido Baralle était lui même coureur professionnel. Le grand-père de Francesca, Germano, et le frère de ce dernier, Giusepe, étaient également coureurs.
Après une bonne saison junior en 2021, où elle termine notamment 2e du Tour du Gévaudan Occitanie, qui compte pour la première fois dans la coupe des nations juniors, elle signe son premier contrat professionnel avec l'équipe DSM. Son contrat est rapidement prolongé jusqu'en 2025.

## Palmarès sur route

### Par années
- 2019
  -  Médaillée d'argent de la course en ligne au Festival olympique de la jeunesse européenne
- 2020
  -  Championne d'Italie sur route juniors
  - 3e du championnat d'Italie du contre-la-montre juniors'
- 2021
  -  Championne d'Italie du contre-la-montre juniors
  - 2e du Tour du Gévaudan Occitanie
  - 4e du championnat d'Europe sur route juniors
- 2022
  - 3e du contre-la-montre par équipes de l'Open de Suède Vårgårda
  - 8e du championnat d'Europe du contre-la-montre espoirs
- 2024
  - 3e de la Geelong Classic
  - 6e de la Deakin University Elite Women’s Road Race

### Résultats sur les grands tours

#### Tour d'Italie
3 participations :
- 2023 : 30e
- 2024 : 46e
- 2025 : 64e

#### Tour de France
2 participations :
- 2024 : 51e
- 2025 : 48e

#### Tour d'Espagne
1 participation :
- 2023 : 41e

### Classements mondiaux
| Année                                 | 2022 | 2023 | 2024 |
| ------------------------------------- | ---- | ---- | ---- |
| Classement UCI                        | 334e | 251e | 130e |
| UCI World Tour                        | 125e | 185e | 79e  |
|                                       |      |      |      |
| Légende : nc = non classéSource : UCI |      |      |      |

## Distinctions
- Oscar TuttoBici des juniors : 2020 et 2021